# Longistigma liquidambarus
Longistigma liquidambarus är en insektsart som först beskrevs av Takahashi, R. 1925.  Longistigma liquidambarus ingår i släktet Longistigma och familjen långrörsbladlöss. Inga underarter finns listade i Catalogue of Life.